# Даріус Юргелявічус
Даріус Юргелявічус (лит. Darius Jurgelevičius; нар. 8 квітня 1966) — литовський дипломат, правник та розвідник.

## Біографія
Народився 8 квітня 1966 року. Закінчив юридичний факультет Вільнюського університету.
Наприкінці 90-х він прославився як комуністичний молодіжний активіст, який засудив учасників першого публічного антирадянського мітингу, що відбувся біля пам'ятника Міцкевичу у 1987 році.
Був ведучим розважальної радіостанції. Згодом почав працювати в Міністерстві закордонних справ, обіймав посади директора департаменту права і міжнародних угод та секретаря Міністерства.
11 червня 2004 року був призначений заступником директора Департаменту державної безпеки Литви. У 2009 році був звільнений після контроверсійних коментарів щодо смерті литовського дипломата та розвідника Вітаутаса Поцюнаса. Висновок парламентського розслідування зазначив, що Юргелявічус «неетично прокоментував смерть чиновника департаменту». Після цього намагався повернутись на роботу до Міністерства закордонних справ, але йому було відмовлено.
У 2009 році став радником міністра внутрішніх справ Грузії Іване Мерабішвілі, через що його могли позбавити громадянства. У 2012 році придбав грузинський телеканал «ПИК».
У 2016 році став ведучим телеканалу «LRT».

## Нагороди
- Орден «За заслуги» III ступеня (5 листопада 1998) — за вагомий особистий внесок у розвиток українсько-литовського співробітництва[8];
- Командор ордена «За заслуги перед Литвою» (2003)[9];